# Iria-Yarcé
Pour les articles homonymes, voir Iria.
Ne doit pas être confondu avec Iria-Mossi.
Iria-Yarcé est une commune rurale située dans le département de Kalsaka de la province du Yatenga dans la région Nord au Burkina Faso.

## Géographie
Iria-Yarcé se trouve à environ 6 km au nord-ouest du centre de Kalsaka, le chef-lieu du département.

## Santé et éducation
Le centre de soins le plus proche de Iria-Yarcé est le centre de santé et de promotion sociale (CSPS) de Kalsaka tandis que le centre médical avec antenne chirurgicale (CMA) de la province se trouve à Séguénéga.
Iria-Yarcé possède une école primaire publique.